# Smerinthus caecus
Smerinthus caecus ist ein Schmetterling (Nachtfalter) aus der Familie der Schwärmer (Sphingidae).

## Merkmale
Die Falter erreichen eine Flügelspannweite von 50 bis 65 Millimetern. Männchen und Weibchen haben eine geringfügig unterschiedliche Färbung (Sexualdimorphismus). Die Tiere sehen dem Abendpfauenauge (Smerinthus ocellatus) sehr ähnlich, sind jedoch kleiner und haben unvollständige Augenflecken auf den Hinterflügeln, die zwei kleine, blaue Striche haben. Die Tibien der Vorderbeine haben keinen apikalen Sporn. Die Färbung der Falter ist noch weniger variabel als bei der ähnlichen Art, hauptsächlich unterscheiden sich die Individuen durch den Blauanteil der Augenflecke und die Intensität der Vorderflügelmusterung.

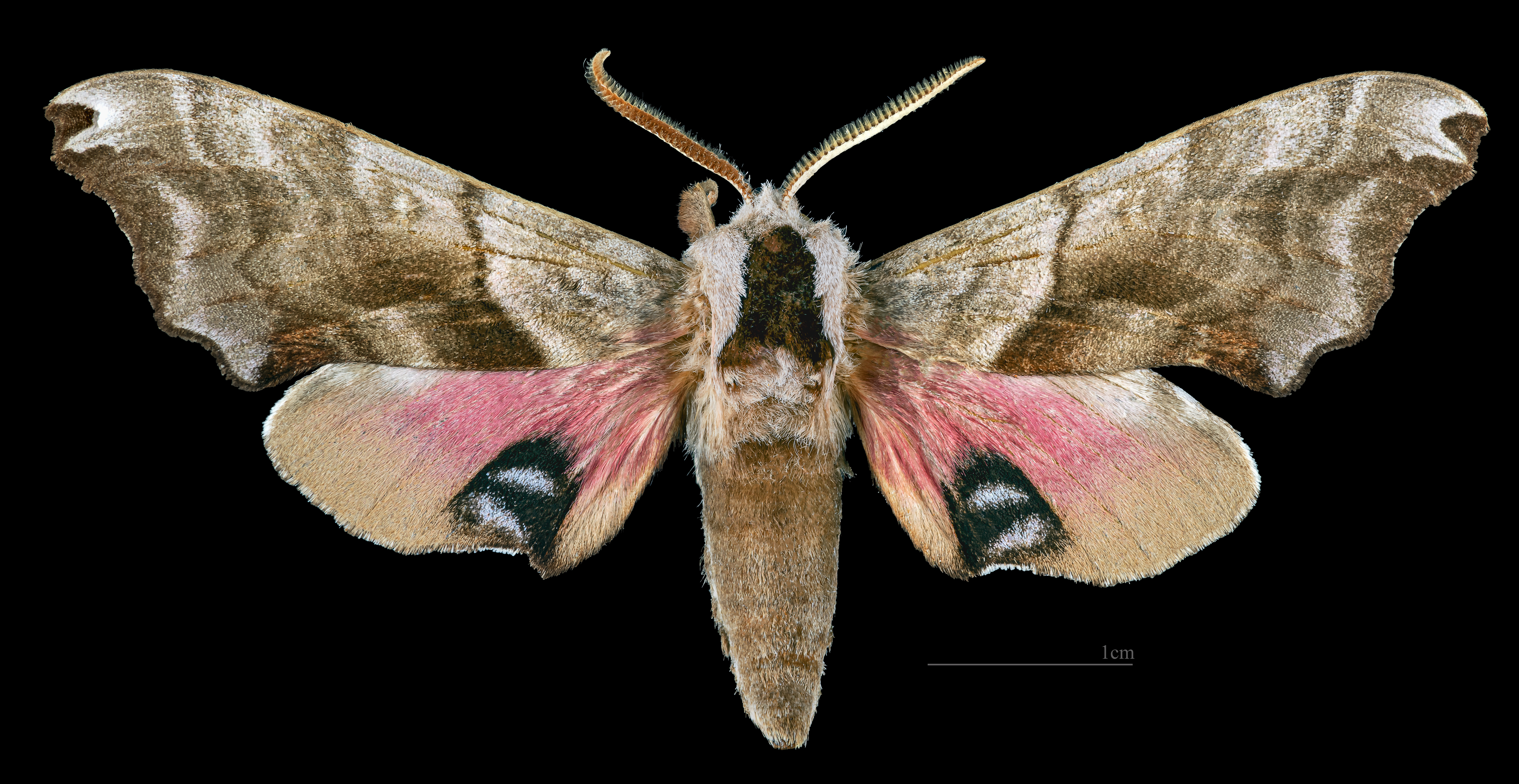
Smerinthus caecus ♂
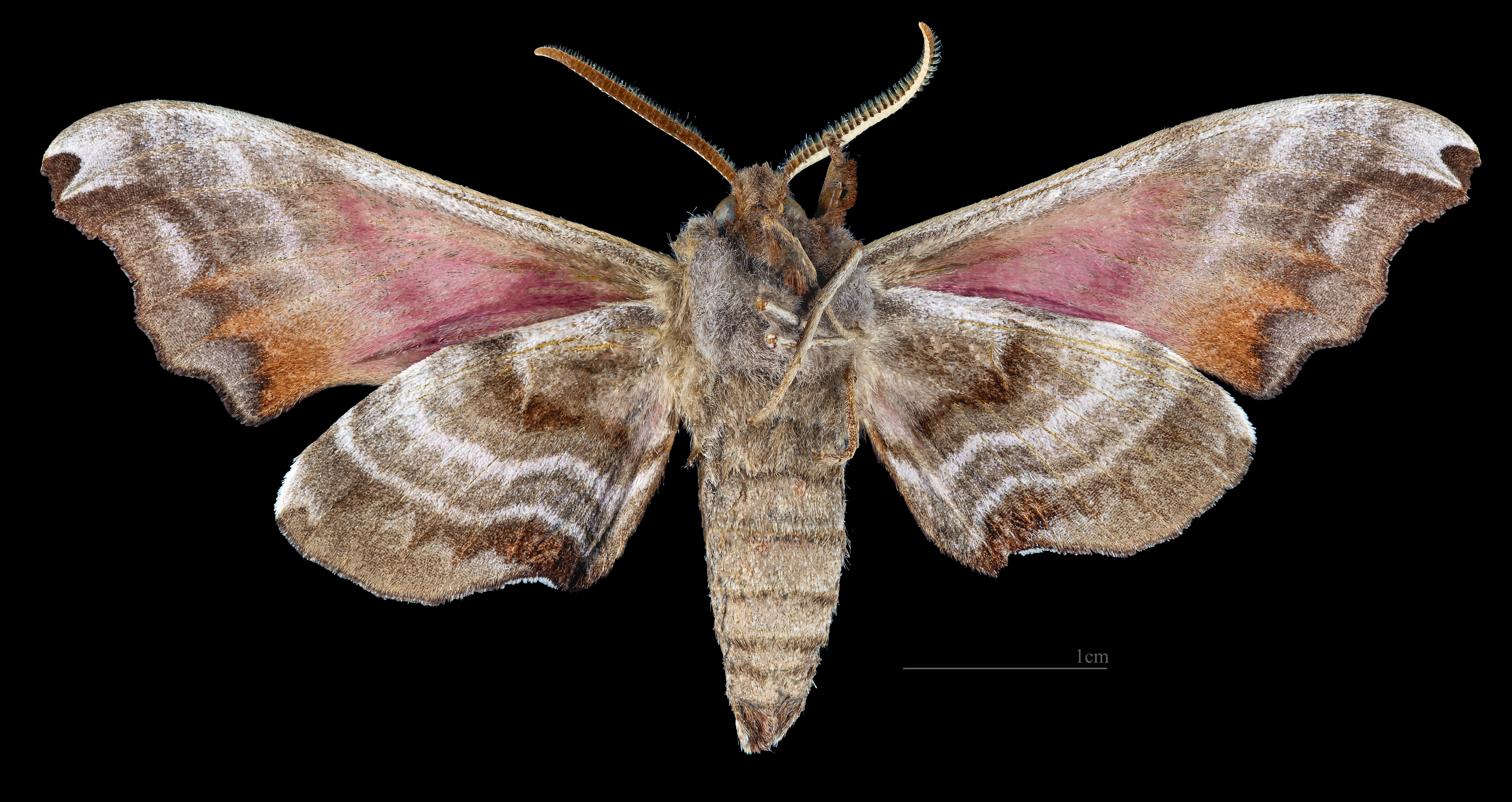
Smerinthus caecus ♂  △

Die ovalen Eier sind grünweißlich gefärbt. Die Raupen werden bis zu 70 Millimeter lang und treten in einer bläulich-weißen und einer gelbgrünen Farbvariante auf. Sie sehen denen des Abendpfauenauges ähnlich. Beide Farbformen haben eine auffällige schwarze Zeichnung auf der Rückenseite des Analhorns, der Basis des Nachschiebers, den Bauchbeinen und der ventralen Seite des Kopfes. Der Körper ist mit feinen weißen Tuberkeln bedeckt, diese sind anders als bei der ähnlichen Art rund und abgestumpft. Die glänzend schwarzbraune Puppe ist nahezu identisch mit der des Abendpfauenauges.

## Vorkommen
Die Art ist in Russland vom Stadtrand Sankt Petersburgs und Moskaus und dem Ural, über den Westen Sibiriens und den Nordosten Kasachstans bis in den Altai verbreitet. Die Art ist im europäischen Teil Russlands nördlich bis Syktywkar und Yaksha nachgewiesen, wobei jedoch die exakte Verbreitung innerhalb Europas größtenteils noch unbekannt ist, da die Art häufig mit dem Abendpfauenauge verwechselt wird. Bisher ist ein einzelnes Exemplar aus Belarus dokumentiert, was eine weiter westlich liegende Verbreitungsgrenze bedeuten könnte. Die Art kommt weiters in Zentral und Ostsibirien, der zentralen und südlichen Jakutischen ASSR, dem fernen Osten Russlands, der Mongolei, Südkorea, dem Norden Japans und dem Nordosten Chinas vor.
Man findet die Tiere in grasbewachsenen borealen Wäldern, vor allem auf Lichtungen entlang von Wasserläufen und an Seen, mit starkem Weiden- und Birkenbewuchs.

## Lebensweise
Die Imagines treten wie auch die Eichenschwärmer (Marumba quercus) nur in geringen Populationsdichten auf und werden dadurch mitunter für längere Zeit nicht nachgewiesen. Die Männchen werden durch künstliche Lichtquellen angezogen. Die Puppe überwintert. Parasitoide, die die Art befallen, sind bisher nicht nachgewiesen.

### Flug- und Raupenzeiten
Die Falter fliegen in einer Generation von Juni bis Anfang Juli, manchmal auch schon Ende Mai. Aus Sibirien ist das Auftreten einer partiellen zweiten Generation im August dokumentiert, wenn die erste Generation im Mai/Anfang Juni fliegt. Im südlichen Ural fliegt die Art von Mitte Juni bis Anfang Juli. Die Raupen treten im Juli und August auf.

### Nahrung der Raupen
Die Raupen ernähren sich hauptsächlich von Weiden (Salix), seltener auch von Pappeln (Populus). Ob sie sich auch von Birken (Betula) ernähren bedarf weiterer Untersuchungen.

## Belege